# Mistrzostwa Ameryki Południowej w Zapasach 2013
X Mistrzostwa rozegrano w dniach 16-19 lipca 2013 w Santiago 

## Tabela medalowa
|    | Państwo    |    |    |    | Razem: |
| -- | ---------- | -- | -- | -- | ------ |
| 1. | Kolumbia   | 12 | 5  | 1  | 18     |
| 2. | Peru       | 3  | 6  | 5  | 14     |
| 3. | Argentyna  | 3  | 2  | 4  | 9      |
| 4. | Chile      | 2  | 1  | 3  | 6      |
| 5. | Ekwador    | 1  | 3  | 5  | 8      |
| 6. | Brazylia   | 0  | 3  | 6  | 9      |
| 7. | Gwatemala  | 0  | 1  | 1  | 2      |
| 8. | Dominikana | 0  | 0  | 1  | 1      |
| 8. | Boliwia    | 0  | 0  | 1  | 1      |
|    | razem:     | 21 | 21 | 27 | 69     |

## Wyniki

### W stylu klasycznym
| Waga   | złoty               | srebrny                | brązowy          | brązowy               |
| ------ | ------------------- | ---------------------- | ---------------- | --------------------- |
| 55 kg  | Dicther Toro        | Alfredo Mallqui        | Cristóbal Torres | ----                  |
| 60 kg  | Juan Carlos López   | José Magallanes        | Arley Machado    | ----                  |
| 66 kg  | Jaír Cuero Muñoz    | Milton Guallapa        | André Feitosa    | ----                  |
| 74 kg  | Iván de Jesús Duque | Maximiliano Prudenzano | Ângelo Moreira   | Enríque Cuero         |
| 84 kg  | Cristian Mosquera   | Li Castillo            | Wanderson Mendes | Guillermo Saul Romero |
| 96 kg  | Óscar Loango        | Ricardo Cárdenas       | Iván Burtovoy    | ----                  |
| 120 kg | Andrés Ayub         | Víctor Asprilla        | Carlos Delgado   | Gustavo Gattareo      |

### W stylu wolnym
| Waga   | złoty                 | srebrny          | brązowy         | brązowy       |
| ------ | --------------------- | ---------------- | --------------- | ------------- |
| 55 kg  | Ronny Cedeño          | André Quispe     | Pablo Benítez   | Marvin Chávez |
| 60 kg  | Abel Herrera          | Úber Cuero Muñoz | Juan Valverde   | Rudy Rivas    |
| 66 kg  | Hernán Guzmán Ipuz    | David Choc       | Abrahán Llontop | Juan Peralta  |
| 74 kg  | Eduardo Gajardo       | Edison Hurtado   | Pool Ambrocio   | ----          |
| 84 kg  | Juan Esteban Martínez | Adrián Jaoude    | José Mercado    | Billy Váldez  |
| 96 kg  | Yuri Maier            | Jarlis Mosquera  | Piero Burgos    | ----          |
| 120 kg | Jesús Aponte          | Darío Cardozo    | ----            | ----          |

### W stylu wolnym kobiet
| Waga  | złoty              | srebrny                | brązowy          |
| ----- | ------------------ | ---------------------- | ---------------- |
| 48 kg | Carolina Castillo  | Thalía Mallqui         | Katiuska Toaza   |
| 51 kg | Patricia Bermúdez  | Jenny Mallqui          | Maryuri Valencia |
| 55 kg | Sandra Roa         | Dennise Antes          | Camila Fama      |
| 59 kg | Janet Sobero       | Dayana Méndez          | Gracyenne Alves  |
| 63 kg | Jackeline Rentería | Dailane Gomes Dos Reis | Diana Cruz       |
| 67 kg | Luz Clara Vázquez  | Leydi Izquierdo        | Jessica Olivares |
| 72 kg | Andrea Olaya       | Gilda de Oliveira      | Ruth Hossein     |

W oficjalnym zestawieniu na stronie FILA w kategorii 59 kg na trzecim miejscu ex aequo figuruje Perla Perez z Dominikany. Inne źródła tego nie potwierdzają. Zawodniczka zajęła czwartą lokatę po walce dodatkowej o trzecie miejsce. (patrz: Bibliografia →kobiety)